# Ipirá (kommun)
Ipirá är en kommun i Brasilien.   Den ligger i delstaten Bahia, i den östra delen av landet, 1 000 km öster om huvudstaden Brasília. Antalet invånare är 59 352.
Följande samhällen finns i Ipirá:
- Ipirá

Omgivningarna runt Ipirá är huvudsakligen savann. Runt Ipirá är det glesbefolkat, med 20 invånare per kvadratkilometer.